# Красимир Мирчев
Красимир Мирчев е български преводач на френскоезична художествена литература.

## Биография
Роден е в Симеоновград през 1949 година.
Бил е дълги години редактор в издателство „Профиздат“, а след това главен редактор на сп. „Панорама“. През последните няколко години от живота си работи в издателска къща „Труд“. Бил е секретар по творческите въпроси в Съюза на преводачите в България.
В негов превод на български език излизат много френскоезични автори като: Маргьорит Юрсенар, Албер Камю, Ромен Гари, Емил Чоран, Ги дьо Мопасан, Робер Мерл, и други.
Мирчев е автор и на детската книжка „Гундураци, змейове и таласъми“.
През 1997 г. Красимир Мирчев получава специална награда на Съюза на българските писатели. За превода си на „Фламандски легенди“ от Шарл дьо Костер, издаден през 1988 година, е вписан през 2000 година в Почетния списък на наградата „Ханс Кристиан Андерсен“.
На 14 май 2003 г. почива на 53-годишна възраст след тежко боледуване.

## Преводи
- Албер Камю
  - „Изгнанието и царството“ (Нобелова награда за литература за 1957 г.)
- Бенжамен Констан
  - „Курс по конституционна политика“
- Бернар Дадие
  - „Африкански легенди“
  - „Черната препаска“
- Ги дьо Мопасан
  - Разкази
- Емил Чоран
  - „Шемет на скептицизма“
  - „Мисли срещу себе си“
- Мари Дарийосек
  - „Свинщини“
- Маргьорит Юрсенар
  - „Източни новели“
  - „Творение в черно“
- Робер Мерл
  - „Мадрапур“
- Ромен Гари / Емил Ажар
  - „Голям гальовник“
  - „Животът пред теб“ (Награда „Гонкур“ за 1975 г.)
- Сирил Колар
  - „Зверски нощи“
- Шарл дьо Костер
  - „Фламандски легенди“